# Molophilus multicurvatus
Molophilus multicurvatus är en tvåvingeart som beskrevs av Günther Theischinger 1988. Molophilus multicurvatus ingår i släktet Molophilus och familjen småharkrankar. Inga underarter finns listade i Catalogue of Life.